# デーニッツハエトリ
デーニッツハエトリ（学名：Plexippoides doenitzi）はハエトリグモ科のクモの1種。野外でもっとも普通に見られるハエトリグモの1つである。

## 特徴
ほぼ中型のハエトリグモ。体長は雌で8 - 9mm、雄では6 - 7mm。体色については雌成虫を中心に記す。頭胸部背甲の頭部が黒、胸部は黄褐色の地に頭部後方中央から両側にやや放射状になった黒褐色の斑紋が入る。胸板は黄褐色、腹部では黄色の地に背面両側に幅広い褐色の縦帯が入り、中央の黄色の部分は後方でその縁が鋸歯状になっている。また幼生では中央の黄色部分の真ん中に1条の黒褐色縦条斑がある。また腹面も黄色で、糸疣の前から外雌器に向かって三叉状に黒い細い線状の斑紋が伸びている。雄では雌より小さいものの、斑紋などはほぼ同様である。ただしやや暗色である。幼生では頭部の中央の黒斑がよく目立つ。
形態の特徴としては、大顎の後牙堤に1本の歯があり、その先端が2分していない。またすべての歩脚に棘があり、特に第1脚の脛節の下面には3対並んでいる。
学名の種小名と和名は本種の最初の採集者であるドイツ人、デーニッツへの献名である。デーニッツは医学校の外人教師として1873年から1884年に日本に滞在し、その間に多くのクモを採集してドイツに送った。

## 生態など
平地から低山までの樹木の葉の上や下草の上にいるもので、このような環境で見られるハエトリグモ類ではもっとも普通なものの1つである。
産卵期は6-8月で、1個体の雌は2度産卵し、卵数は合計で40-50個ほど。早くに産まれた幼生は秋に成熟し、成虫で越冬する。夏の遅くに産まれた幼生は幼生で越冬し、春に成熟する。そのために成体は年間を通じて見ることが出来るものの、年1化性であると考えられている。産卵の際には数枚の葉を綴り合わせて産室を作り、その中で産卵する。
ハエトリグモ類では配偶行動に際し、雌雄が顔を合わせて前脚を持ち上げて振り回すなど、視覚的にアピールする求愛ダンスが見られる場合が多いが、本種ではこれがないという。雄は直接に雌に近づいて第1脚で雌に触れ、雌は触れられると麻痺したようになり、受容姿勢を取る。雄間での威嚇誇示行動の場合もやはり視覚段階がない。

## 分布
日本では北海道から九州まで見られ、国外では中国と韓国に分布する。

## 近縁種、類似種など
本種の含まれるマダラハエトリグモ属はユーラシアを分布域として約20種が知られるが、日本からは本種を含めて3種のみが知られている。このうちでニシタケハエトリ P. nishitakensis は本種に似ており、第1脚の脛節の棘が前方に1本、後方に6本あり、本種では共に3対あることから区別される。ただしこの種は九州で一度採集された後は記録がない。もう1種はマダラスジハエトリ P. annulipedis で、この種は背面が黒っぽく、その中に白斑が入るので、外見的にかなり異なる。
本種を見分ける際の特徴として八木沼（1986）は腹部腹面の糸疣前から外雌器に向かう三叉黒条の斑紋をあげている。
須黒（2017）は本種と類似のものとしてウススジハエトリとミスジハエトリを挙げているが、斑紋で一応は判断ができる。